# Cuisine toscane

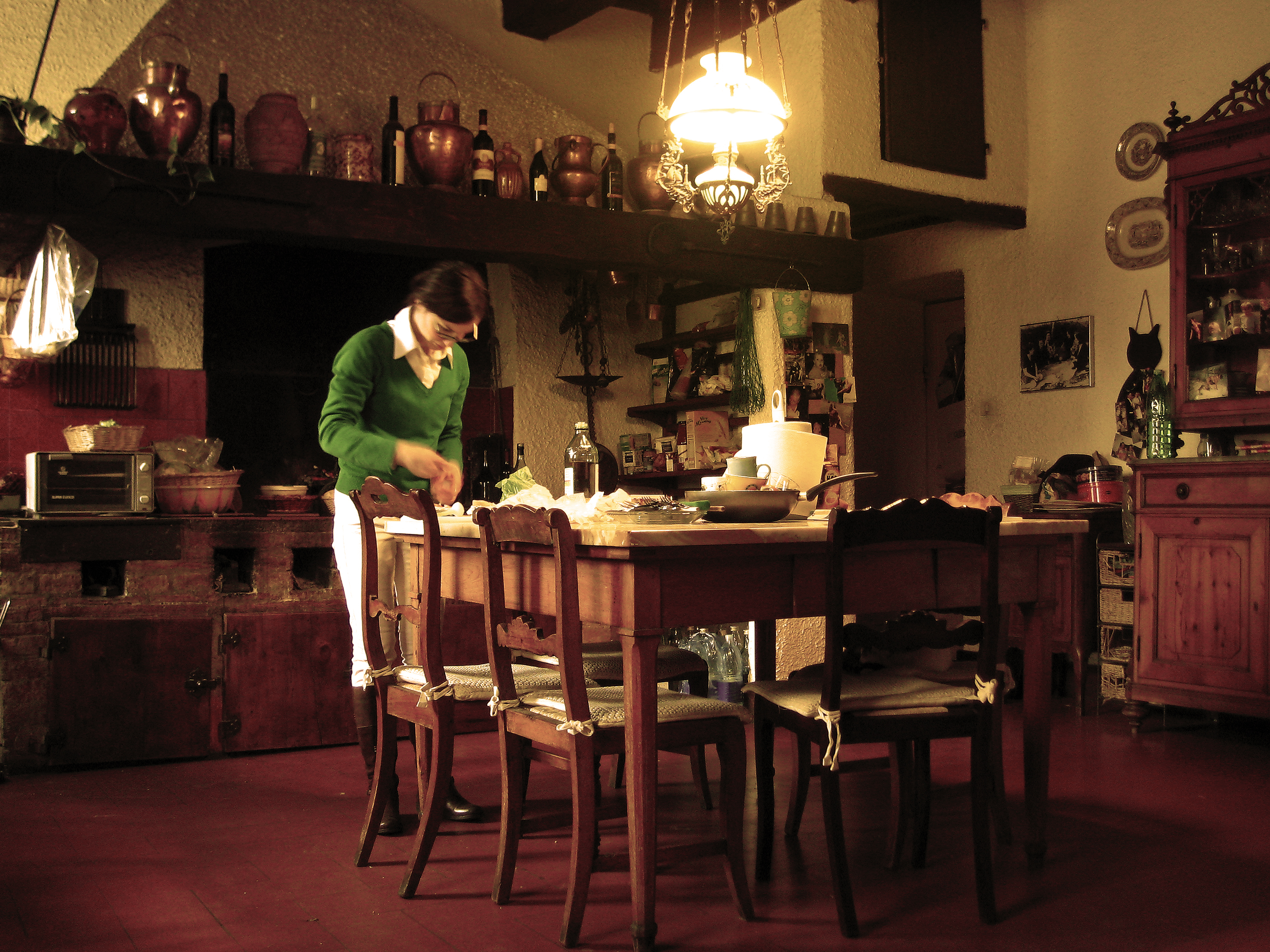
Cuisine traditionnelle de la Toscane.

La cuisine toscane est la cuisine régionale de la Toscane. Elle est principalement composée de plats traditionnels et de desserts dont la préparation n'a pas changé depuis de nombreuses années.
En octobre 2008, pour promouvoir la tradition toscane, la Région a publié la pyramide alimentaire toscane

## Cuisines toscanes
La cuisine toscane se caractérise par le manque évident d'homogénéité et par la divergence radicale des recettes et des traditions culinaires, surtout en ce qui concerne le territoire d'origine et la tradition familiale, à tel point que certaines familles connaissent paradoxalement plus de plats non toscans que de plats des différentes provinces : dans le centre-sud de la Toscane, par exemple, peu connaissent la bouillie de chou palmier (cavolo nero) typique du nord-est et de la côte, où elle s'appelle bordatino. Bien que de nombreux Florentins partent traditionnellement en vacances dans les régions de Viareggio et de l'île d'Elbe, ils ignorent souvent l'existence de plats tels que le cacciucco alla viareggina ou le gurguglione. Pour cette raison, de nombreux auteurs proposent le terme « cuisines toscanes » pour mieux illustrer cette réalité.

## La cuisine toscane au fil du temps
La cuisine toscane présente une dichotomie radicale entre plats de tradition populaire et de création courtisane : si les premiers sont restés inchangés au fil du temps, les autres ont pour la plupart disparu ou trouvent un très faible écho ; entre ces deux traditions, ce n'est que depuis quelques siècles que la cuisine de la bourgeoisie a trouvé sa place, se distinguant par l'utilisation de viandes de volaille, de lapin et de gibier et se mêlant à celle de la noblesse.
Les conséquences directes en sont la « toscanité » incontestée attribuée aux plats pauvres, souvent composés uniquement de légumes, comme la ribollita et la panzanella, que l'on retrouve dans le centre de l'Italie, ainsi que l'utilisation systématique du pain mouillé comme un substitut de la viande ; la disparition des plats nobles comme le cibreo ou la ginestrata (sorte de soupe à base de jaunes d'œufs mélangés à du sucre, de blancs d'œufs battus, de Vin santo sec, de cannelle, de muscade et de bouillon de poulet, considéré comme tonique et aphrodisiaque) et la diffusion hors de la zone d'origine locale de plats tels que le fegatini alla livornese (invention de Catherine de Médicis) ; enfin, l'utilisation de plus en plus importante de viandes blanches dans les zones villageoises ou rurales, typiques d'une bourgeoisie aisée, sans recette spécifique, présentes dans d'autres régions (coniglio alla ligure, abbacchio, pajata…) par opposition à l'utilisation systématique et isolée de la viande dans les zones urbaines, où la classe moyenne s'est développée depuis longtemps, avec, par exemple, les trippa alla fiorentina ou le lampredotto vendus dans la rue, presque exclusivement à Florence . La consommation de gibier reste typique des zones rurales et/ou montagneuses, où les toscans se rendent spécifiquement.

## La cuisine toscane dans l'espace
La cuisine diffère considérablement entre la côte et l'intérieur des terres : des plats tels que le caldaro ou cacciucco ne sont cuisinés que sporadiquement à l'intérieur des terres, tandis que le gibier est utilisé dans les zones rurales de la province de Sienne, de la Maremme, du haut Valdarno, dans la région de l'Aretino, et comme second choix dans la Garfagnana et la Lunigiana. La croissance exceptionnelle de la population de sangliers a permis à toutes ces préparations se répandre presque partout.
En revanche, les poissons d'eau douce se retrouvent dans la même situation paradoxale précitée que les volailles : présents depuis des siècles sur les tables des régions les plus pauvres et les moins développées, ils n'ont pas de tradition culinaire propre ; la Valdelsa a, par exemple, une tradition bien ancrée de pêche en rivière, mais pas la cuisine correspondante, et la région du lac de Chiusi est célèbre pour le brustico. Consommés par les couches les plus pauvres de la population, notamment par les juifs, ils leur doivent la méthode de cuisson presque omniprésente alla mosaica (à la juive) (ragoût à la sauce tomate avec à l'ail frit) ; aujourd'hui on a tendance à les nommer alla pizzaiola avec l'ajout de câpres et d'origan, pour ne pas les confondre avec une autre recette juive, qui exige des pignons de pin et des raisins secs ; les anguille alla giovese (c'est-à-dire trempées dans une sauce tomate sur un sauté d'herbes, une recette typique de Giovi) est une variante d'Arezzo.

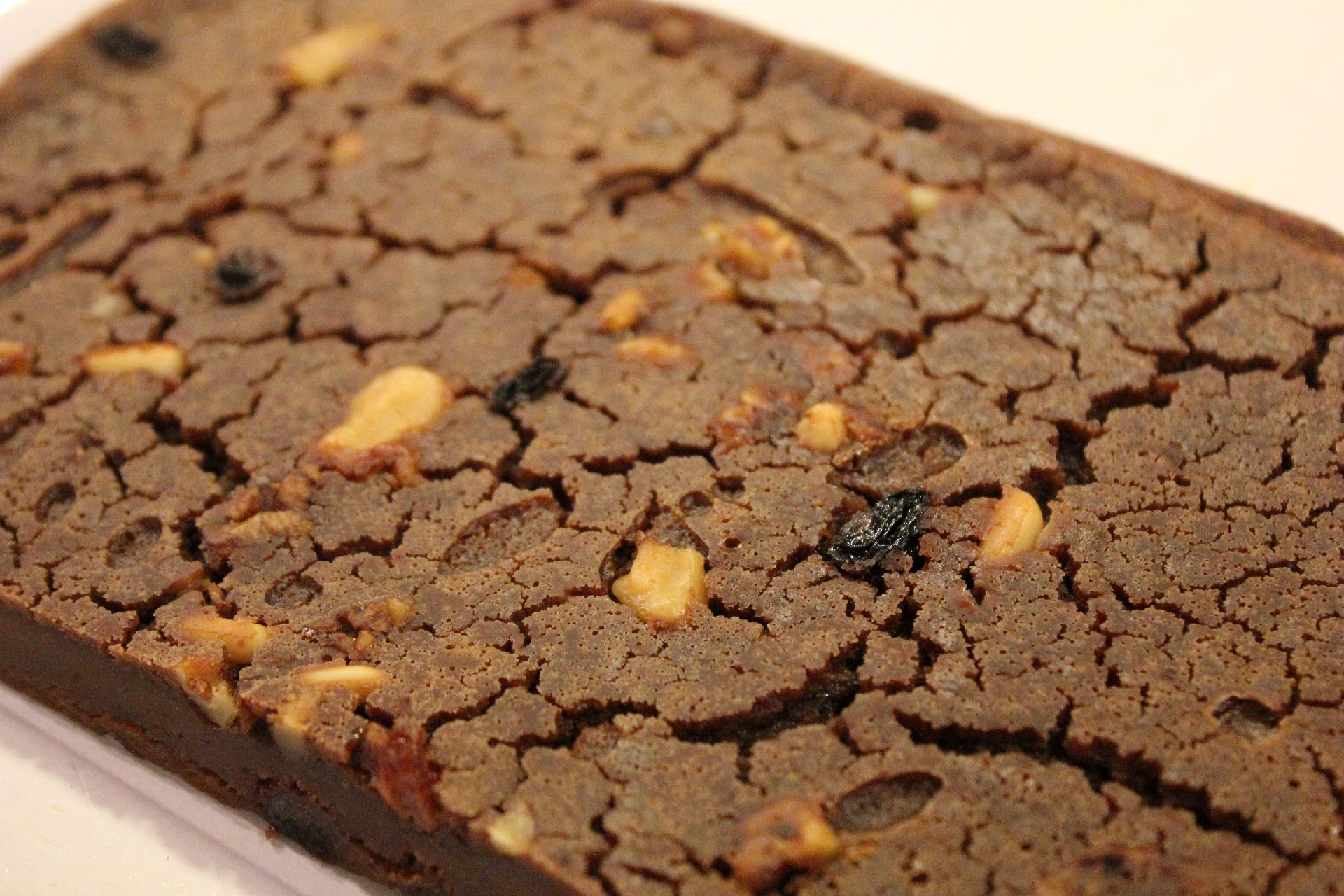
Castagnaccio.

Étrangement, c'est au niveau des légumes que les différences s'accentuent : la farine de pois chiche est presque exclusivement utilisée sur la côte (cecìna ou farinata ou torta di ceci) tandis que, inexplicablement, la farine de châtaigne est également utilisée hors des zones montagneuses : le castagnaccio est répandu dans toute la région. L'épeautre, principal aliment étrusque et omniprésent, n'est cultivé depuis plusieurs siècles que dans le nord (l'épeautre dicocco est une variété de Lucques) et donne des plats typiques comme le minestra di farro (e fagioli), une soupe d'épeautre (et de haricots). Jusqu'à il y a quelques décennies, le maïs était massivement présent au centre de la Toscane, dans les zones situées autour du confluent de l'Arno avec l'Elsa, où il ne souffrait ni du froid des Alpes apuanes, ni du climat aride de la Crete senesi ; la polenta était au contraire consommée dans les montagnes car bon marché, ainsi que la polenta de châtaignes. En raison de son introduction tardive, peu de recettes ont vu le jour : elle était faite en quantités importantes le matin, arrosée de lait, puis d'huile et de fromage, ce qui restait était frit, et les restes étaient préparés alla giovese.
La zone de production de fromage s'étend dans tout le centre-sud (où, cependant, seul Pienza se distingue), tandis que dans la Garfagnana et la Lunigiana, les fromages étaient autrefois produits à partir de divers laits utilisant des chardons comme présure.

## Pain
Le pain sans sel est une coutume que peu d'autres régions ont adoptée (comme l'Ombrie). Il semble que la coutume remonte au XIIIe siècle lorsque, au plus fort de la rivalité entre Pise et Florence, les Pisans pratiquent des prix très élevés pour le précieux chlorure de sodium. Une autre hypothèse dit que ce sont les seigneurs de Florence eux-mêmes qui ont imposé des taxes particulièrement élevées pour l'utilisation du sel.
En Toscane, la nécessité d'utiliser du pain, même rassis, a produit une longue série de recettes anciennes encore très répandues : la panzanella, la pancotto, la ribollita, l'acquacotta, la pappa al pomodoro, la bruschetta, la zuppa toscana, la farinata, la minestra di cavolo nero (soupe au chou noir) ou le pan co' santi.
Liste des pains toscans parmi les plus répandus :
- pane di patate della Garfagnana ;
- pane sciocco ;
- pain toscan.

## Viandes

### Porc
Vers fin novembre et début décembre, les familles des classes moyennes et populaires, même si elles habitent en ville, se rendent chez des fermiers, des connaissances ou des parents pour tuer le cochon selon la tradition. Le cochon, un mâle castré pesant entre 180 et 220 kilos, est abattu pour fournir une réserve de nourriture pour tout l'hiver et une partie du printemps. En Toscane, comme dans de nombreuses autres régions du pays, les viandes sélectionnées, traitées avec du sel, du poivre et d'autres épices, sont stockées suspendues à un crochet dans des environnements frais et secs.
Sont assaisonnés de cette façon :
- le prosciutto toscano ;
- le salame toscano ;
- la salciccia da serbo ;

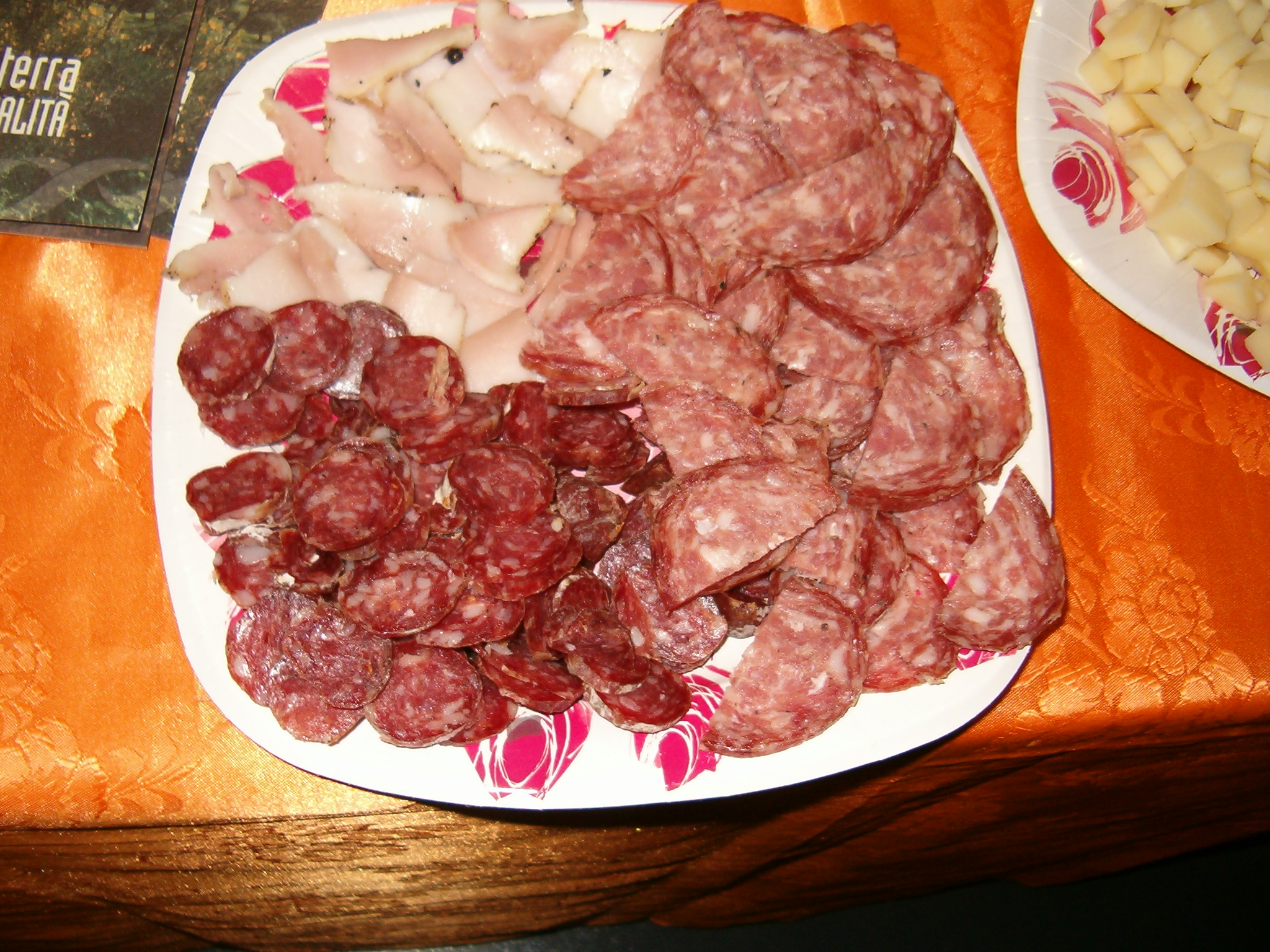
Charcuterie.

- la pancetta. Le bacon à tartiner est aussi appelé alano, rigatino ou carnesecca à Pise ;
- la coppa ;
- la finocchiona.

Selon la coutume, on essaie d'utiliser le maximum sans rien jeter du cochon, par exemple les intestins sont retournés et nettoyés pour y mettre la chair à saucisses. Aujourd'hui on utilise aussi des films alimentaires pour les saucisses comme on en trouve couramment sur le marché. Cependant, toutes les parties ne se conservent pas et doivent donc être consommées immédiatement dans les jours qui suivent. Certains d'entre eux sont de véritables délices pour les passionnés, tels les fegatelli et le buristo.
L'excellence gastronomique est considérée comme obtenue à partir de porcs de Cinta senese, une race de porc élevée à l'état sauvage et semi-sauvage dans une grande partie de la province de Sienne, dans la partie sud de la province de Florence et dans la partie nord de la province de Grosseto. La race est reconnaissable à la bande caractéristique autour du cou qui distingue les animaux, se différenciant nettement du reste de la robe. À la fin des années 1900, cette race qui risquait de disparaître, a bénéficié de projets de relance et de protection et de l'attribution du DOP en 2012.

### Boeuf

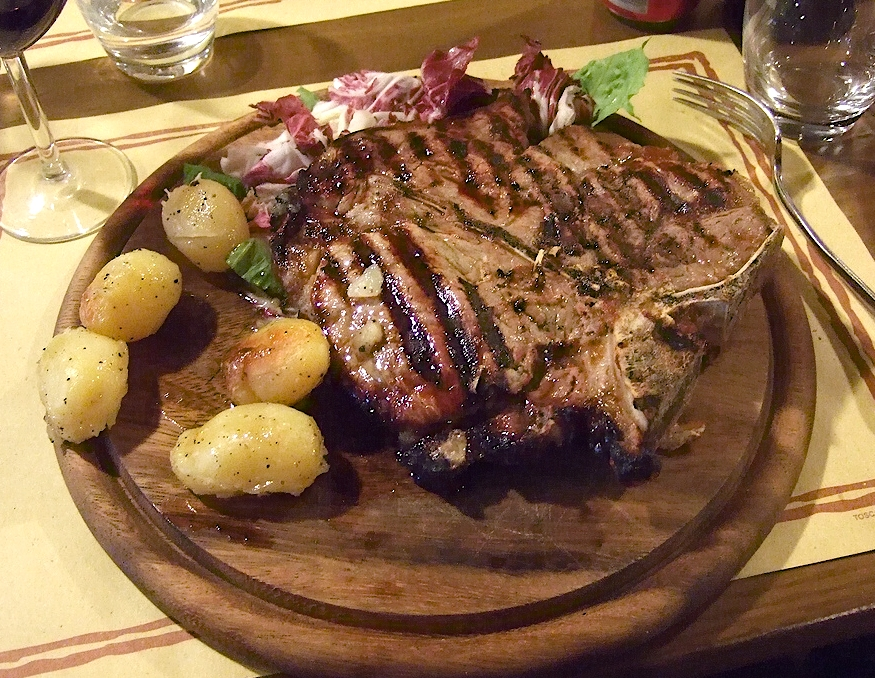
Bistecca alla Fiorentina.

#### Chianina et Maremme
La Chianina et la Maremmana sont des types de viande bovine obtenus à partir des animaux qui sont élevés à l'état sauvage ou semi-sauvage, respectivement dans le Val di Chiana, la Valtiberina, le Casentino et la Maremme.
Toutes deux considérées comme d'excellente qualité, mais avec des caractéristiques différentes en raison des territoires distincts dans lesquels elles paissent, elles se prêtent bien au bifteck à la florentine où, cependant, on perçoit la plus grande sapidité naturelle de la viande de la Maremme par rapport à celle de la Chianina. Pour cette raison, alors que la Chianina est préférée pour le steak classique, la Maremmana est principalement utilisée dans la préparation de ragoûts et de viandes braisées.

#### Tripes etlampredotto
Une recette, les trippa alla fiorentina, voit l'utilisation d'entrailles de bovins adultes dans la préparation de l'un des secondi (plat de résistance) typiques les plus connus de Florence. Les tripes sont également utilisées dans la préparation d'autres recettes qui diffèrent localement.
La spécialité du lampredotto est tout aussi populaire.

#### Foie, langue et cervelle
Bien que sans recettes célèbres, le foie, la langue et la cervelle ont aussi toujours été à la base des plats principaux de bœuf. Si le foie est encore relativement utilisé aujourd'hui, la langue et la cervelle ont connu leur plus grand succès au cours des dernières décennies, cette dernière étant principalement cuite à la friture.
L'un des plats typiques est sans aucun doute le cervello alla fiorentina.

### Gibier
Une autre caractéristique de la cuisine toscane par excellence est l'utilisation de viandes blanches et de gibier. Les produits de la basse-cour, où les poules, les dindes, les oies, les pintades et les pigeons paissent librement ainsi que les lapins et les gibiers tels que les lièvres et les sangliers, les faisans et les porcs-épics ont toujours fait partie du menu des grandes fêtes.
A la Renaissance, le sanglier était l'un des animaux préféré des nobles toscans. A Sienne et à Florence, on le cuisinait in dolceforte, avec une sauce à base de panforte et de cavallucci émiétés (gâteaux et biscuis aux épices), de chocolat fondu dans le beurre, de raisins secs, de pignons, de noix et de vinaigre, qui offraient de fort contrastes entre le sucré et le salé, particulièrement appréciés à l'époque.
Le gibier est toujours très apprécié dans la cuisine toscane. Presque toujours présent dans les tavernes et restaurants traditionnels, il est omniprésent dans les régions d'Arezzo et de l'est de Grosseto en raison de la forte présence de sangliers. Dans les familles, il est réservé aux occasions importantes, généralement grâce à des parents chasseurs, et est utilisé dans la préparation des primi (premier plat) (pappardelle sul cinghiale, ou avec le ragù di selvaggina mista) secondi (cinghiale e lepre in umido, au four ou dans la poêle) et plat unique (ragoût, généralement alla cacciatora : mijoté avec tomate et piment).
Les plats typiques du restaurant sont les bistecche di cinghiale (bifteck de sanglier) et le cinghiale in dolceforte (sanglier avec du chocolat noir) ainsi que la charcuterie associée ; le faisan (qui est maintenant plus élevé que chassé) généralement rôti ; divers ragoûts de lièvre, daim et chevreuil. Les pigeons et les colombes sont consommés de plus en plus rarement, tout comme les porcs-épics.

## Poisson
La cuisine de fruits de mer est également importante et comprend des plats tels que :
- le cacciucco ;
- le stoccafisso alla livornese ;
- la baccalà alla maremmana ;
- le tonno briaco.

## Fromages
Parmi les fromages, le Pecorino Toscano prévaut, en tant que produit à conserver : les plus célèbres sont ceux de Pienza et de la Maremme ; le raviggiolo figure parmi les fromages à pâte molle.

## Desserts
Parmi les desserts, le panforte, les ricciarelli di Siena, les cavallucci, la zuppa del duca, le berlingozzo, le torta di cecco, les migliacci, les biscuits de Prato sont les plus connus.

### Liste des desserts typiques
- Africani
- Befanini
- Benzone versiliese
- Berlingozzo di Lamporecchio
- Berlingozzo pistoiese
- Biscotti all'anice

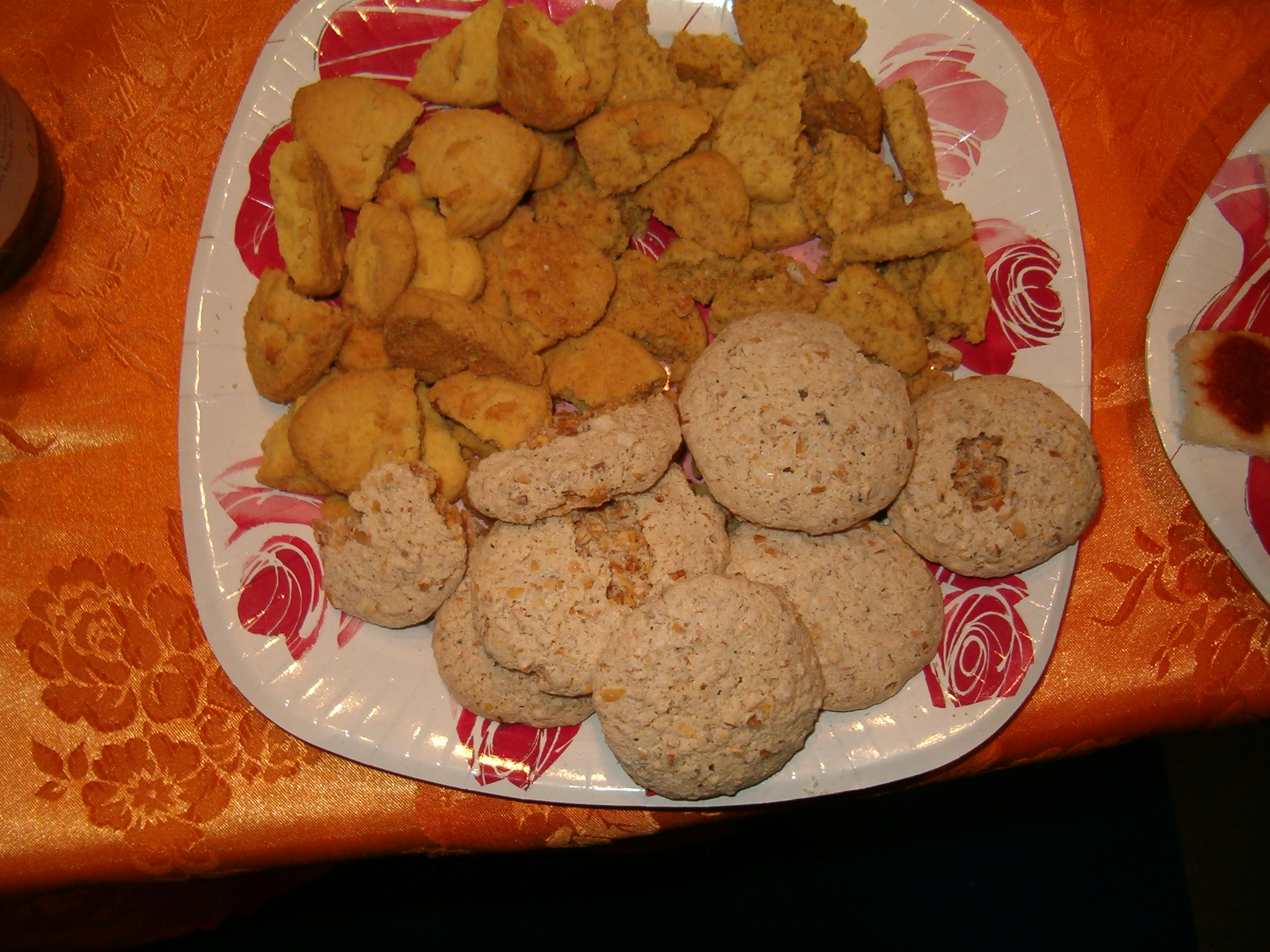
Desserts toscans.

- Biscotti di Prato, les biscuits de Prato, traditionnellement accompagnés de Vin santo
- Biscotti con l'unto o bucuniti
- Biscotto di mezz'agosto
- Biscotti di farina di neccio
- Biscotti lessi all'anice
- Bolli livornesi
- Bombolone
- Brigidino di Lamporecchio
- Buccellato di Lucca
- Castagnaccio
- Cavallucci
- Migliaccio pistoiese
- Pan co' santi, pan dè Santi
- Panforte (avec les variantes du pampepato et de la torta di cecco)
- Pattona ou castignà, variante lunigiane du castagnaccio
- Pesche dolci al cioccolato
- Ricciarelli di Siena
- Spongata di Pontremoli, Fivizzano et della Lunigiana
- Torta della nonna
- Torta di semolino
- Torta co' bischeri
- Scarpaccia dolce viareggina, dessert à base de courgette
- Schiacciata alla fiorentina
- Schiacciata con l’uva
- Sfratto di Pitigliano
- Sommommoli
- Zuccotto
- Zuppa inglese

## Liste des plats typiques
- Acquacotta
- Acquacotta alla maremmana
- Acquacotta dei bovari
- Acquacotta alla Senese
- Acquacotta di Moggiona
- Acquapazza
- Agnellotti
- Armelette, lasagne bastarde
- Bavette al ragno

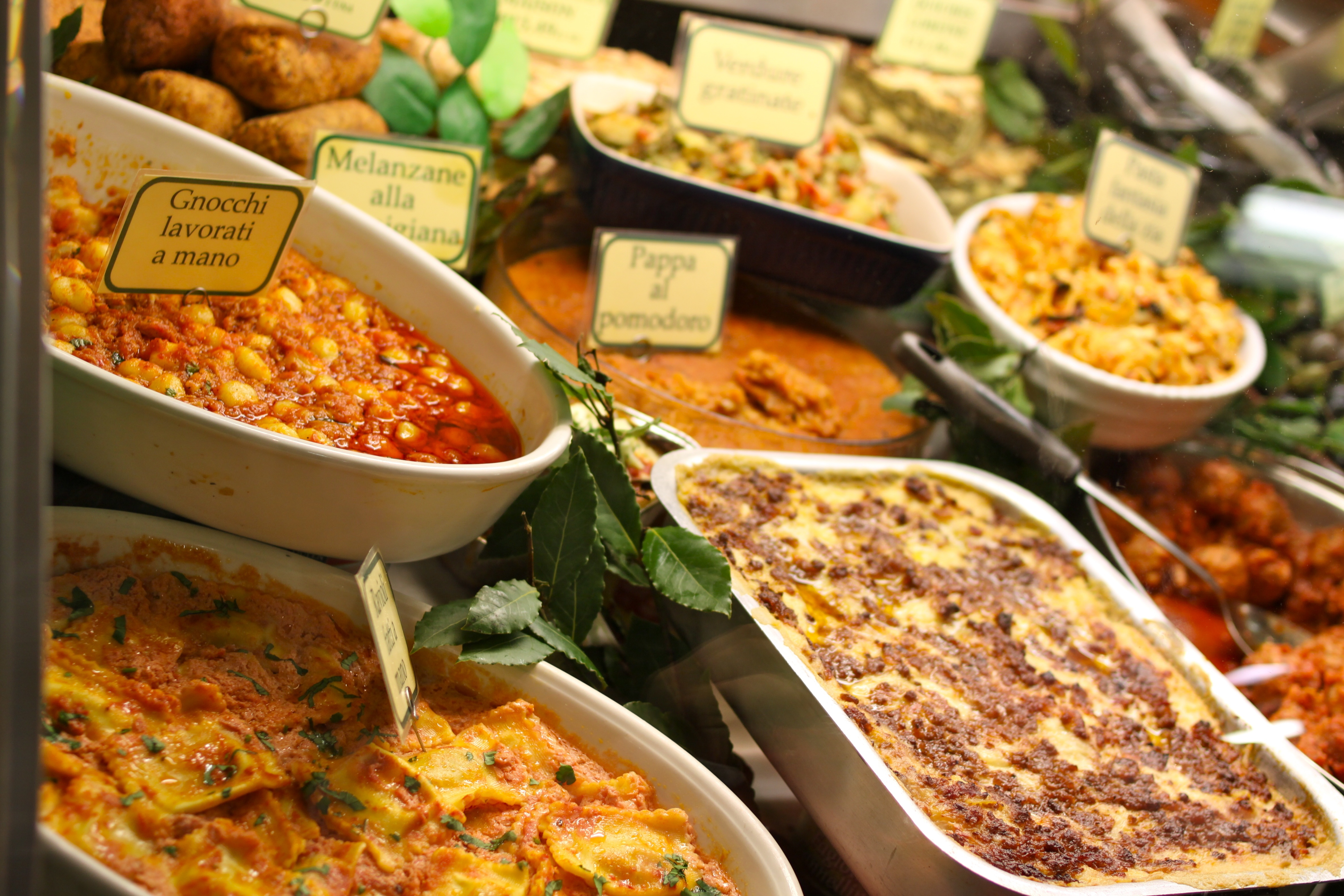
Primi piatti au Mercato Centrale de Florence.

- Bavette alla fornaia o pesto toscano
- Bavette alle acciughe
- Bavette al pesce povero
- Bavette alle triglie
- Bomba di riso
- Bordatino alla Livornese
- Brodo del parto
- Brodo di carne alla toscana
- Brodo di fagiano
- Brodolese ou brodolata
- Brodo di pesce
- Bifteck à la florentine
- Cacciucco, alla livornese et alla viareggina
- Caldaro dell'Argentario
- Covaccino
- Crostini neri toscani
- Farinata di cavolo nero, nommé bordatino sur le littoral
- Cinque e cinque
- Fegatelli
- Focaccetta
- Frittata con gli zoccoli
- Gnudi, primo typique de la province de Grosseto et de Sienne
- Gurguglione, analogue de l'île d'Elbe de la ratatouille, souvent servi sur du pain rassis ou humide
- Insalata di trippa
- Lampredotto
- Manafregoli
- Panigacci, plat typique de Podenzana et en général, de la Lunigiana
- Panzanella
- Pappa al pomodoro
- Pasta e fagioli, variante de la Lunigiana
- Peposo dell'Impruneta
- Picchiante
- Polenta e capra[8], plat typique de la Lunigiana
- Ribollita
- Rosticciana
- Schiacciata all'olio
- Sedani ripieni alla pratese
- Sgabeo, plat typique de la Lunigiana d'influence de La Spezia
- Spungata (peut-être liée à l'histoire de la Via Francigena)[9]
- Taiàrin e còi (tagliarini e cavoli), plat typique de la Lunigiana
- Testaroli, plat typique de la Lunigiana, il existe plusieurs variantes dont celle de Pontremoli et celle de Fosdinovo.
- Torta d'erbi, plat typique de Pontremolo, et plus généralement de la Lunigiana.
- Tortelli di patate
- Tortellini alla boscaiola
- Trippa alla fiorentina
- Zuppa di ceci[10], plat typique de la Lunigiana.
- Zuppa di pane